# J. E. Neale
John Ernest Neale (7 décembre 1890 à Liverpool - 2 septembre 1975) est un historien britannique spécialisé dans l'histoire élisabéthaine et parlementaire. De 1927 à 1956, il est professeur Astor d'histoire anglaise à l'University College de Londres.

## Carrière académique
Neale est formé par l'historien politique Albert Pollard. Il commence sa carrière à la chaire d'histoire moderne à l'Université de Manchester, et succède ensuite à son ancien mentor Pollard en tant que professeur Astor d'histoire anglaise à l'University College de Londres en 1927, occupant ce poste jusqu'en 1956. En 1955, Neale est anobli et le 17 novembre 1958, il prononce une conférence à Washington, DC commémorant l'accession d'Élisabeth Ire au trône d'Angleterre quatre cents ans auparavant. À partir de 1956, Neale est professeur émérite, mais continue à enseigner à l'University College de Londres.
Il est mort en 1975 et est enterré au cimetière de Harrogate. Il épouse Elfreda Skelton de Harrogate avec qui il a une fille, Stella.

## Positions de recherche
Neale est le principal historien élisabéthain de sa génération. De l'avis d'un collègue historien et étudiant diplômé de Neale, Patrick Collinson, la biographie d'Élisabeth Ire par Neale "n'a pas encore été améliorée".
Ses recherches minutieuses révèlent le pouvoir politique de la noblesse à The Elizabethan House of Commons (1949), tandis que sa conférence Raleigh de 1948 sur « The Elizabethan political scene » a considérablement élargi notre connaissance de la politique du règne. Les deux volumes sur Elizabeth I and her Parliaments (1953 et 1957) explorent la relation entre la reine et ses parlements. Celles-ci sont critiquées par Sir Geoffrey Elton qui affirme que la principale préoccupation de ces parlements est la formation de projets de loi et l'adoption d'actes, et non un conflit entre la Couronne et le Parlement. Les affirmations de Neale selon lesquelles ces parlements étaient un point de repère dans l'évolution du Parlement sont critiquées par des médiévistes tels que J. S. Roskell. Cependant, Collinson note que les conflits sur lesquels Neale a écrit ont eu lieu et que leur récit par Neale constitue un chapitre passionnant et inoubliable de l'histoire anglaise.
Neale est bien connu pour sa thèse sur le chœur puritain élisabéthain, dans laquelle il affirme qu'un groupe de députés puritains a réussi à forcer la main d'Elizabeth sur de nombreuses questions politiques tout au long de son règne, notamment au début. Neale est également reconnu pour son travail visant à mettre en lumière de nouvelles sources sur l'Angleterre Tudor et à développer différentes manières d'étudier la période.

## Travaux
- Queen Elizabeth (1934)
- The Elizabethan Political Scene (1948)
- The Elizabethan House of Commons (1949)
- Elizabeth I and her Parliaments (1953 and 1957)
- Essays in Elizabethan History (1958)
- The Age of Catherine de Medici (1963)